# 知念だしんいちろう
知念だしんいちろう（ちねんだしんいちろう、1981年4月7日 - ）は、日本のお笑いタレント。FECオフィス所属。本名は知念臣一郎。
沖縄県立北谷高等学校卒業。2002年12月に演芸集団FECに入団。
お笑いコンビ「すぱるたいんづ」の元メンバー。ユタキャラ「大兼のぞみ」というキャラクターを持つ。
同じ事務所所属のお笑いコンビ「パーラナイサーラナイ」のシンゴーは実弟。

## 出演

### テレビ
- なのはてな？（沖縄テレビ）
- うまんちゅひろば（沖縄テレビ・琉球朝日放送）
- ハピイレ（琉球朝日放送）
- Aランチ（琉球放送）
- ゆがふぅふぅ（沖縄テレビ）
- GONGON（沖縄テレビ） - 大兼のぞみ
- コレパチ（沖縄テレビ）
- 琉神マブヤー（2008年、琉球放送） - カチャーシー大会の司会者 役
- ハルサーエイカーシリーズ（沖縄テレビ） - サマリタン・チリー 役
  - ハルサーエイカー（2011年10月15日-2012年1月7日）
  - ハルサーエイカー2（2012年10月6日-12月29日）
  - エイカーズグランドマスター（2017年4月21日-6月16日） - 大兼のぞみ 役
- oh!笑いけんさんぴん（沖縄テレビ）
- オキナワノコワイハナシ（琉球放送）
- 琉球歴史ドラマ「尚巴志」（2017年、琉球放送） - 商人 役
- 琉球トラウマナイト（沖縄テレビ）
  - 沖縄ヤバイ（2014年） - 宮平 役
  - リアルストーリー2021「内見」（2021年）
  - 沖縄マジヤバイ（2023年） - 宮平 役
- オキナワンヒーローズ（2022年、沖縄テレビ） - サマリタン・チリー 役

### ラジオ
- Sh@re TIME（エフエム沖縄）
- すぱるそば（大）（ラジオ沖縄）
- キリン presents えみの Live キッチン（RBCiラジオ）
- シャキっとi（RBCiラジオ）
- MUSIC SHOWER Plus+（RBCiラジオ）
- FECやいびんどー（FMとよみ）

### 映画
- 天国からのエール（2011年）
- ハルサーエイカー THE MOVIE エイカーズ（2015年） - サマリタン・チリー 役[1]

### CM
- 八洲学園大学 国際高等学校
- 沖縄県国保連合会 国保切り替え
- ほっともっと沖縄・求人募集
- サマージャンボ宝くじ 2019 年度
- ふとん巻きのジロー
- 沖縄ユーポス
- 上間菓子店 『 スッパイマン 』
- ほけんの AJI
- イーバイクオキナワ
- デイズルークス
- インカ帝国展
- au 沖縄 セルラー電話 win 編
- アウトレットモールあしびなー
- メイクマン ハイアール特価フェア
- 坦々 ラーメン一番亭
- 沖縄ファミリーマート

### 脚本・演出
- ハルサーエイカー ヒーローショー
- KHK第1回公演 KHKDJ～DRAGON OF JUGGERNAUT〜（2024年9月7日、9月8日 うるマルシェ）[2]

### 監督作品
- しに怖い夜「運転代行」（2019年、琉球朝日放送）

### 舞台
- 「基地を笑え！お笑い米軍基地」シリーズ
- 「あぎじゃび商店」
- ライブ「はちのり」
- 演芸集団FEC 「旗揚げ記念公演」
- 定期公演「FEC 「でーじお笑い劇場」
- FEC おでかけお笑いライブ
- 平成版 丘の一本松 - 客演